# Parafia Świętego Krzyża w Rzeszotarach
Parafia Podwyższenia Krzyża Świętego w Rzeszotarach – parafia rzymskokatolicka w dekanacie Legnica Katedra w diecezji legnickiej do 2016 roku. Obecnie znajduje się w  dekanacie Legnica Zachód. Erygowana w 1972 z podziału parafii św. Jana Chrzciciela w Legnicy.